# Tunnel di Lærdal

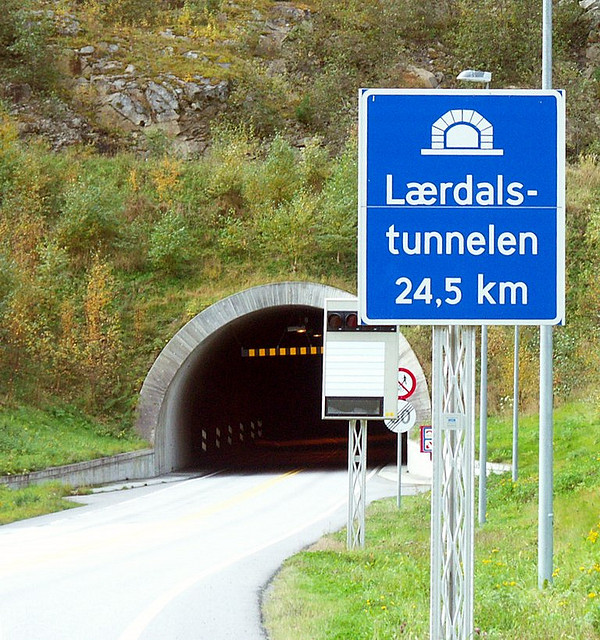
Portale sud a Aurland.

Il tunnel di Lærdal (in norvegese: Lærdalstunnelen) è un traforo stradale situato nella parte occidentale della Norvegia, e con i suoi 24,51 km di lunghezza rappresenta la galleria stradale più lunga del mondo. Questo record è stato detenuto in precedenza dalla galleria stradale del San Gottardo per 20 anni.
La galleria si trova sulla tratta Oslo-Bergen della Strada europea E16 e collega i villaggi di Aurland e Lærdal, nella contea di Vestland. È ubicato in una zona rurale con bassa densità di popolazione. I lavori di costruzione ebbero inizio il 15 marzo 1995. L'ultimo diaframma è caduto il 3 settembre 1999 e il traforo è stato aperto al traffico il 27 novembre 2000 da parte del Re Harald V. È una galleria a una canna con traffico bidirezionale.
Il tunnel permette, a differenza del percorso attraverso le montagne, il collegamento tra Oslo e Bergen anche durante il periodo invernale. In precedenza l'alternativa era costituita da un traghetto attraverso il Sognefjord. Per il transito nel traforo non è richiesto il pagamento di un pedaggio, conformemente alla politica regionale norvegese che intende promuovere le regioni periferiche.
Particolarità di quest'opera sono un'illuminazione di tipo innovativo e il tracciato con leggere curve, che prevengono la stanchezza degli automobilisti e contribuiscono ad aumentare la sicurezza stradale. Inoltre, sempre allo stesso scopo, la galleria è suddivisa in quattro tratte separate da tre grandi caverne nella montagna, che interrompono la monotonia e permettono agli automobilisti di effettuare una sosta. Il traffico è nettamente inferiore a quello di altri tunnel simili come il traforo del San Gottardo, il traforo del Monte Bianco e il traforo stradale del Frejus.
La galleria non dispone di uscite di sicurezza. In caso di incidente o incendio, le precauzioni di sicurezza sono molte, ci sono telefoni di emergenza denominati SOS ogni 250 metri che possono contattare polizia, vigili del fuoco e soccorso medico. Gli estintori sono stati posti ogni 125 metri. Oltre a tre grandi caverne, nicchie di emergenza sono state costruite ogni 500 metri, ci sono molte telecamere e il conteggio di tutti i veicoli che entrano ed escono dal tunnel presso i centri di sicurezza di Lærdal e Bergen.
Il tunnel di Lærdal è il primo al mondo ad essere dotato di un impianto di trattamento dell'aria. L'impianto rimuove le polveri e il biossido di azoto. Due grandi ventilatori aspirano l'aria attraverso l'impianto di trattamento, in cui vengono rimossi polvere e fuliggine da un filtro elettrostatico, quindi l'aria è convogliata attraverso un filtro a carboni attivi che rimuove il biossido di azoto.